# IPhone 12
iPhone 12 та iPhone 12 mini — смартфони виробництва корпорації Apple, які прийшли на зміну смартфону iPhone 11.
iPhone 12 є базовою моделлю 14-го покоління; він був представлений 13 жовтня 2020 роки разом зі своїм «молодшим братом» (зменшеною версією) iPhone 12 mini і «професійними» моделями iPhone 12 Pro і iPhone 12 Pro Max.
Це перший смартфон від Apple, що підтримує стандарт стільникового зв'язку 5G.
iPhone 12 оснащений екраном діагоналлю 6,1 дюйма, виробленим за технологією Super Retina XDR OLED. Роздільна здатність екрану 2532 × 1170, щільність пікселів 460 на дюйм. Пікова яскравість 1200 ніт. Екран покритий керамічним покриттям Ceramic Shield.
У даного смартфона подвійна камера (одна камера стандартна і одна ширококутна).
Використовується шестиядерний процесор Apple A14 Bionic.
На момент початку продажів iPhone 12 поставляється з операційною системою iOS 14.

## Дизайн
Екран та задня панель виготовлені зі скла з захисною керамікою. Рамка смартфонів виготовлена з металу (алюмінію).
Смартфони мають захист від пилу та вологи по стандарту IP68.
Знизу знаходяться роз'єм Lightning, динамік та стилізовані під динамік 2 мікрофона. З лівого боку знаходяться кнопки регулювання гучності та перемикач режиму звуку. З правого боку знаходяться кнопка блокування смартфону та слот під 1 SIM-картку. Третій мікрофон знаходиться у квадратному блоці подвійної камери.
Смартфони для китайського ринку отримали слот під 2 SIM-картки. Також обидва вони отримали підтримку eSIM.
iPhone 12 та 12 mini будуть продаватися в 5 кольорах: чорному, білому, червоному, зеленому та синьому.